# Milleirós (La Coruña)
Milleirós es una localidad española situada en la parroquia de Lestedo, del municipio de Boqueijón, en la provincia de La Coruña, Galicia.

## Demografía
| Gráfica de evolución demográfica de Milleiros entre 2011 y 2018 |
|                                                                 |
| Datos según el nomenclátor publicado por el INE.                |